# Гай Алий Албин
Гай Алий Албин (на латински: Gaius Allius Albinus) е политик и сенатор на Римската империя през 3 век.
През 246 г. Албин е консул заедно с Гай Брутий Презенс по времето на император Филип Араб.